# Patrick Hürlimann
Pour les articles homonymes, voir Hürlimann (homonymie).
Patrick Hürlimann, né le 9 juillet 1963 à Zoug, est un joueur suisse de curling notamment champion olympique en 1998.

## Biographie
Pendant sa carrière, Patrick Hürlimann participe sept fois aux championnats du monde où il remporte l'argent en 1989 et le bronze en 1996 et en 1999. Il participe une fois aux Jeux olympiques, en 1998 à Nagano au Japon, avec Dominic Andres, Patrik Lörtscher, Daniel Müller et Diego Perren. Hürlimann devient champion olympique après une victoire en finale contre les Canadiens. Il prend également part à trois championnats d'Europe, sans gagner de médaille.
Patrick Hürlimann est vice-président de la Fédération mondiale de curling entre 2010 et 2012. C'est lui qui développe les classements mondiaux de curling (en).